# Arrozales de Palazuelo y Guadalperales
Arrozales de Palazuelo y Guadalperales este o arie protejată (arie de protecție specială avifaunistică — SPA) din Spania întinsă pe o suprafață de 13.324,36 ha, integral pe uscat.

## Localizare
Centrul sitului Arrozales de Palazuelo y Guadalperales este situat la coordonatele 39°05′49″N 5°44′12″W / 39.096944°N 5.736667°V.

## Înființare
Situl Arrozales de Palazuelo y Guadalperales a fost declarat arie de protecție specială avifaunistică în decembrie 2004 pentru a proteja 2 specii de plante și 93 de specii de animale.

## Biodiversitate
Situată în ecoregiunea mediteraneană, aria protejată conține 9 habitate naturale: Dehesas cu Quercus spp. perene, Iazuri temporare mediteraneene, Pajiști umede mediteraneene cu ierburi înalte de Molinio-Holoschoenion, Tufărișuri termo-mediteraneene și de pre-deșert, Pseudostepă cu ierburi și specii anuale de Thero-Brachypodietea, Galerii de Salix alba și de Populus alba, Păduri aluvionare cu Alnus glutinosa și Fraxinus excelsior (Alno-Padion, Alnion incanae, Salicion albae), Păduri de Quercus ilex și Quercus rotundifolia, Galerii și tufărișuri riverane sudice (Nerio-Tamaricetea și Securinegion tinctoriae).
La baza desemnării sitului se află mai multe specii protejate:
- plante (2): Marsilea batardae, Marsilea strigosa
- păsări (86): lăcar mare (Acrocephalus arundinaceus), privighetoare-de-baltă (Acrocephalus melanopogon), pitulice de apă (Acrocephalus paludicola), lăcar-de-rogoz (Acrocephalus schoenobaenus), lăcar-de-lac (Acrocephalus scirpaceus), ciocârlie-de-câmp (Alauda arvensis), pescăruș albastru (Alcedo atthis), rață sulițar (Anas acuta), rață lingurar (Anas clypeata), rață pitică (Anas crecca), rață fluierătoare (Anas penelope), rață mare (Anas platyrhynchos), rață pestriță (Anas strepera), gâscă cenușie (Anser anser), fâsă-de-câmp (Anthus campestris), fâsă de luncă (Anthus pratensis), fâsă de pădure (Anthus spinoletta), stârc cenușiu (Ardea cinerea), stârc roșu (Ardea purpurea), stârc galben (Ardeola ralloides), pietruș (Arenaria interpres), ciuf de câmp (Asio flammeus), buhai de baltă (Botaurus stellaris), buha (Bubo bubo), Bubulcus ibis, pasărea ogorului (Burhinus oedicnemus), Calidris alba, fugaci de țărm (Calidris alpina), fugaci roșcat (Calidris ferruginea), fugaci mic (Calidris minuta), fugaci pitic (Calidris temminckii), prundăraș de sărătură (Charadrius alexandrinus),  prundaș gulerat mic (Charadrius dubius), prundaș gulerat mare (Charadrius hiaticula), chirighiță-cu-obraz-alb (Chlidonias hybridus), chirighiță neagră (Chlidonias niger), barză albă (Ciconia ciconia), erete de stuf (Circus aeruginosus), erete vânăt (Circus cyaneus), egretă albă (Egretta alba), egretă mică (Egretta garzetta), Elanus caeruleus, presură de stuf (Emberiza schoeniclus), șoim de iarnă (Falco columbarius), Falco naumanni, Galerida theklae, becațină comună (Gallinago gallinago), ciovlica roșcată (Glareola pratincola), cocor (Grus grus), acvilă pitică (Hieraaetus pennatus), piciorong (Himantopus himantopus), stârc pitic (Ixobrychus minutus), pescăruș negricios (Larus fuscus), pescăruș râzător (Larus ridibundus), sitar de mâl (Limosa limosa), grelușel-de-zăvoi (Locustella luscinioides), Locustella naevia, ciocârlie de pădure (Lullula arborea), gușă albastră (Luscinia svecica), gaia roșie (Milvus milvus), culic mare (Numenius arquata), stârc de noapte (Nycticorax nycticorax), dropie (Otis tarda), cormoran mare (Phalacrocorax carbo), bătăuș (Philomachus pugnax), flamingo roz (Phoenicopterus roseus), pitulice de munte (Phylloscopus collybita), lopătar (Platalea leucorodia), țigănuș (Plegadis falcinellus), ploier auriu (Pluvialis apricaria), ploier argintiu (Pluvialis squatarola), Porphyrio porphyrio, ciocântors (Recurvirostra avosetta), chiră mică (Sterna albifrons), silvie cu cap negru (Sylvia atricapilla), silvie de tufiș (Sylvia undata), corcodel mic (Tachybaptus ruficollis), călifar roșu (Tadorna ferruginea), călifar alb (Tadorna tadorna), fluierar negru (Tringa erythropus), fluierar de mlaștină (Tringa glareola), fluierar cu picioare verzi (Tringa nebularia), fluierarul de zăvoi (Tringa ochropus), fluierarul cu picioare roșii (Tringa totanus), nagâț (Vanellus vanellus), Xenus cinereus
- mamifere (1): vidră de râu (Lutra lutra)
- pești (5): Cobitis paludica, Luciobarbus comizo, Pseudochondrostoma willkommii, Rutilus alburnoides, Rutilus lemmingii
- reptile (1): Mauremys leprosa

Pe lângă speciile protejate, pe teritoriul sitului au mai fost identificate 8 specii de pești.